# Agadir Melloul
Agadir Melloul är en ort i Marocko.   Den ligger i provinsen Taroudannt och regionen Souss-Massa, 400 km söder om huvudstaden Rabat.